# Torneo Aspirantes de Venezuela 2005-06
La Temporada 2005-06 del Torneo Aspirantes se inició el 18 de septiembre de 2005 y finalizó el 30 de abril de 2006 con la participación de 36 equipos.

## Sistema de competición
Se disputaron dos torneos: el Torneo de Aspirantes, propiamente dicho, en el primer semestre de la temporada, y el Torneo de Promoción, en el segundo semestre.

## Torneo de Aspirantes
El torneo empezó el 18 de septiembre y terminó el 27 de noviembre. Los 36 equipos fueron agrupados en 6 grupos de 6 participantes, según su proximidad geográfica. Cada grupo otorgó un cupo al Torneo de Promoción y Permanencia. Los participantes de este torneo tenían carácter semi-profesional.

### Grupo Oriente
- Atlético PDVSA Gas, de Puerto La Cruz
- Colegio Iberoamericano FC, de Ciudad Guayana
- Orinoco FC, de Ciudad Guayana
- Peñalver FC, de El Tigre
- UD Aragua de Maturín, de Maturín
- Urpiano Figuera FC, de Anaco

|    | Equipo                    | JJ | JG | JE | JP | GF | GC | PTS | DG  |
| -- | ------------------------- | -- | -- | -- | -- | -- | -- | --- | --- |
| 01 | Colegio Iberoamericano FC | 9  | 7  | 1  | 1  | 14 | 07 | 22  | +7  |
| 02 | Atlético PDVSA Gas        | 10 | 6  | 2  | 2  | 19 | 13 | 20  | +6  |
| 03 | Peñalver FC               | 10 | 3  | 3  | 4  | 14 | 09 | 12  | +5  |
| 04 | Orinoco FC                | 10 | 3  | 3  | 4  | 16 | 16 | 12  | 0   |
| 05 | UD Aragua de Maturín      | 10 | 3  | 1  | 6  | 14 | 17 | 10  | -3  |
| 06 | Urpiano Figuera FC        | 9  | 2  | 0  | 7  | 09 | 24 | 06  | -15 |

|                        | APG | CIA | ORI | PEÑ | UDA | UFI |
| Atlético PDVSA Gas     | X   | 3-2 | 2-2 | 3-1 | 1-0 | 4-2 |
| Colegio Iberoamericano | 1-0 | X   | 3-2 | 1-1 | 2-1 | 2-0 |
| Orinoco FC             | 2-0 | 0-1 | X   | 0-4 | 3-3 | 3-0 |
| Peñalver FC            | 0-0 | 0-1 | 0-0 | X   | 2-0 | 5-0 |
| UD Aragua de Maturín   | 3-4 | 0-1 | 2-1 | 1-0 | X   | 4-1 |
| Urpiano Figuera FC     | 0-2 | SSP | 1-3 | 3-1 | 2-0 | X   |

### Grupo Occidente I
- Atlético Cojedes, de San Carlos
- Atlético Turén, de Turén
- IUTEP FC, de Acarigua
- EF Máximo Viloria, de Barquisimeto
- Unión Atlético Falcón, de Coro
- Universidad de Carabobo FC, de Valencia

|    | Equipo                  | JJ | JG | JE | JP | GF | GC | PTS | DG  |
| -- | ----------------------- | -- | -- | -- | -- | -- | -- | --- | --- |
| 01 | Atlético Turén          | 10 | 6  | 3  | 1  | 16 | 08 | 21  | +8  |
| 02 | Máximo Viloria          | 10 | 5  | 2  | 3  | 20 | 16 | 17  | +4  |
| 03 | Atlético Cojedes        | 10 | 4  | 4  | 2  | 16 | 12 | 16  | +4  |
| 04 | Universidad de Carabobo | 10 | 4  | 2  | 4  | 18 | 14 | 14  | +4  |
| 05 | IUTEP FC                | 10 | 2  | 2  | 6  | 07 | 20 | 8   | -13 |
| 06 | Unión Atlético Falcón   | 10 | 0  | 5  | 5  | 04 | 11 | 5   | -6  |

|                            | ACO | ATU | IUTEP | EMV | UAF | UNC |
| Atlético Cojedes           | X   | 2-3 | 1-1   | 4-3 | 2-0 | 3-1 |
| Atlético Turén             | 1-1 | X   | 2-0   | 0-1 | 1-0 | 4-1 |
| IUTEP FC                   | 0-1 | 1-1 | X     | 1-2 | 1-0 | 0-6 |
| EF Máximo Viloria          | 3-2 | 1-2 | 4-1   | X   | 1-1 | 1-2 |
| UA Falcón                  | 0-0 | 1-1 | 0-1   | 1-1 | X   | 1-1 |
| Universidad de Carabobo FC | 0-0 | 0-1 | 3-1   | 2-3 | 2-0 | X   |

### Grupo Occidente II
- Atlético Zulia, de Maracaibo
- Sur del Lago FC, de El Chivo, estado Zulia
- Trujillanos FC B, de Valera
- Unión Deportivo Valera, de Valera
- Unión Liga Municipal, de Valera
- Universidad Simón Rodríguez FC, de El Vigía

|    | Equipo                      | JJ | JG | JE | JP | GF | GC | PTS | DG  |
| -- | --------------------------- | -- | -- | -- | -- | -- | -- | --- | --- |
| 01 | Trujillanos FC B            | 10 | 7  | 0  | 3  | 18 | 09 | 21  | +9  |
| 02 | Atlético Zulia              | 10 | 6  | 2  | 2  | 18 | 04 | 20  | +8  |
| 03 | Sur del Lago FC             | 10 | 4  | 4  | 2  | 12 | 10 | 16  | +2  |
| 04 | Unión Liga Municipal        | 10 | 3  | 3  | 4  | 11 | 11 | 12  | 0   |
| 05 | Unión Deportivo Valera      | 10 | 2  | 2  | 6  | 12 | 22 | 8   | -10 |
| 06 | Universidad Simón Rodríguez | 10 | 2  | 1  | 7  | 10 | 25 | 7   | -15 |

|                             | AZU | SLG | TRB | UDV | ULM | USR |
| Atlético Zulia              | X   | 0-0 | 1-0 | 5-1 | 1-0 | 5-1 |
| Sur del Lago FC             | 0-0 | X   | 0-2 | 0-0 | 3-2 | 6-1 |
| Trujillanos FC B            | 1-0 | 1-2 | X   | 3-0 | 2-1 | 4-0 |
| UD Valera                   | 0-4 | 0-0 | 2-3 | X   | 2-3 | 3-2 |
| Unión Liga Municipal        | 1-0 | 0-0 | 2-0 | 0-0 | X   | 1-2 |
| Universidad Simón Rodriguez | 0-2 | 0-1 | 1-2 | 2-0 | 1-1 | X   |

### Grupo Andino
- Academia Emeritense FC, de Mérida
- Atlético El Piñal, de El Piñal
- CENFEMACA FC, de Santa Bárbara del Zulia
- Club Atlético Táchira, de San Cristóbal
- CD La Fria, de La Fría
- Deportivo Padre Noguera, de Abejales, estado Táchira

|    | Equipo                  | JJ | JG | JE | JP | GF | GC | PTS | DG  |
| -- | ----------------------- | -- | -- | -- | -- | -- | -- | --- | --- |
| 01 | Club Atlético Táchira   | 10 | 6  | 2  | 2  | 21 | 11 | 20  | +10 |
| 02 | Atlético El Piñal       | 10 | 6  | 2  | 2  | 13 | 08 | 20  | +5  |
| 03 | Club Deportivo La Fría  | 9  | 3  | 3  | 3  | 19 | 19 | 12  | 0   |
| 04 | Academia Emeritense FC  | 10 | 3  | 1  | 6  | 16 | 19 | 10  | -3  |
| 05 | CENFEMACA FC            | 9  | 3  | 0  | 6  | 12 | 18 | 9   | -6  |
| 06 | Deportivo Padre Noguera | 8  | 2  | 2  | 4  | 08 | 14 | 8   | -6  |

|                       | AEM | API | CEN | CAT | DLV | DPN |
| Academia Emeritense   | X   | 0-1 | 1-2 | 1-2 | 4-1 | 3-0 |
| Atlético El Piñal     | 3-1 | X   | 2-0 | 3-3 | 0-1 | 1-0 |
| CENFEMACA FC          | 2-0 | 1-2 | X   | 2-1 | 2-4 | SSP |
| Club Atlético Táchira | 3-0 | 0-1 | 2-0 | X   | 2-1 | 4-0 |
| CD La Fría            | 3-3 | 1-2 | 4-2 | 2-2 | X   | -   |
| Dvo. Padre Noguera    | 3-1 | 0-0 | 2-1 | 1-2 | 2-2 | X   |

### Grupo Central I
- Colonia Caribe FC, del estado Miranda
- Deportivo Gulima, de Caracas
- La Pica FC, de Maracay
- OD Cachimbos, del estado Miranda
- Colegio Santo Tomás de Villanueva FC, de Caracas
- UCV FC, de Caracas

|    | Equipo                    | JJ | JG | JE | JP | GF | GC | PTS | DG  |
| -- | ------------------------- | -- | -- | -- | -- | -- | -- | --- | --- |
| 01 | Deportivo Gulima          | 10 | 6  | 3  | 1  | 31 | 13 | 21  | +18 |
| 02 | UCV FC                    | 10 | 6  | 1  | 3  | 27 | 09 | 19  | +18 |
| 03 | Santo Tomás de Villanueva | 10 | 4  | 3  | 3  | 35 | 13 | 15  | +25 |
| 04 | La Pica FC                | 10 | 3  | 4  | 3  | 23 | 14 | 13  | +9  |
| 05 | OD Cachimbos              | 10 | 3  | 4  | 3  | 16 | 14 | 13  | +2  |
| 06 | Colonia Caribe FC         | 10 | 0  | 1  | 9  | 07 | 76 | 1   | -69 |

|                           | ODC | CCA  | DVG | LAP | STV | UCV  |
| OD Cachimbos              | X   | 0-0  | 1-1 | 3-2 | 0-0 | 2-1  |
| Colonia Caribe FC         | 0-7 | X    | 3-5 | 1-9 | 2-6 | 1-13 |
| Deportivo Gulima          | 1-1 | 10-0 | X   | 2-0 | 3-1 | 1-0  |
| La Pica FC                | 6-2 | 1-0  | 2-2 | X   | 1-1 | 1-2  |
| Santo Tomás de Villanueva | 1-0 | 19-0 | 3-5 | 1-1 | X   | 0-1  |
| UCV FC                    | 2-0 | 6-0  | 2-1 | 0-0 | 0-3 | X    |

### Grupo Central II
- Deportivo Génesis, del estado Miranda
- Deportivo Tuy, del estado Miranda
- Estrella Roja FC, de Caracas
- Estudiantes de Guárico FC, de San Juan de los Morros
- Los Castores FC, del estado Miranda
- Limenor FC, de Caracas

|    | Equipo                    | JJ | JG | JE | JP | GF | GC | PTS | DG  |
| -- | ------------------------- | -- | -- | -- | -- | -- | -- | --- | --- |
| 01 | Estrella Roja FC          | 10 | 10 | 0  | 0  | 32 | 04 | 30  | +28 |
| 02 | Estudiantes de Guárico FC | 10 | 6  | 1  | 3  | 19 | 13 | 19  | +6  |
| 03 | Los Castores FC           | 10 | 6  | 0  | 4  | 22 | 14 | 18  | +8  |
| 04 | Limenor FC                | 10 | 3  | 1  | 6  | 19 | 31 | 10  | -12 |
| 05 | Deportivo Génesis         | 10 | 1  | 3  | 6  | 10 | 22 | 6   | -12 |
| 06 | Deportivo Tuy             | 10 | 1  | 1  | 8  | 10 | 28 | 4   | -18 |

|                           | DVG | DVT | ERO | EST | LCA | LIM |
| Deportivo Génesis         | X   | 4-1 | 0-4 | 0-3 | 1-2 | 0-3 |
| Deportivo Tuy             | 0-0 | X   | 1-2 | 0-3 | 1-5 | 3-2 |
| Estrella Roja FC          | 3-0 | 3-0 | X   | 2-0 | 3-0 | 6-1 |
| Estudiantes de Guárico FC | 1-1 | 3-1 | 1-3 | X   | 2-0 | 4-0 |
| Los Castores FC           | 1-0 | 3-2 | 0-1 | 5-0 | X   | 5-2 |
| Limenor FC                | 4-4 | 3-1 | 1-5 | 1-2 | 2-1 | X   |

## Torneo de Promoción y Permanencia
Los siguientes equipos clasificaron para el torneo de Promoción y Permanencia:
| Grupo Centro Occidental: - Atlético El Vigía FC - Llaneros de Guanare FC - Atlético Turén - Club Atlético Táchira - Zulia FC - Trujillanos FC B |  | Grupo Centro Oriental: - Deportivo Gulima - Colegio Iberoamericano FC - UCV FC - Estrella Roja FC - Hermandad Gallega FC - San Tome FC |

Sustituciones:
- UCV FC sustituye a Nueva Cádiz FC

### Grupo Centro Occidental
|   | Equipo                 | PTS | J  | G | E | P | GF | GC | DG  |                    |
| - | ---------------------- | --- | -- | - | - | - | -- | -- | --- | ------------------ |
| 1 | Zulia FC               | 23  | 10 | 7 | 2 | 1 | 22 | 11 | +11 | Asciende a Segunda |
| 2 | Atlético Turén         | 16  | 10 | 4 | 4 | 2 | 17 | 12 | +5  | Asciende a Segunda |
| 3 | Llaneros de Guanare FC | 15  | 10 | 4 | 3 | 3 | 16 | 10 | +4  | Asciende a Segunda |
| 4 | Club Atlético Táchira  | 13  | 10 | 4 | 1 | 5 | 11 | 15 | -4  |                    |
| 5 | Atlético El Vigía FC   | 11  | 10 | 3 | 2 | 5 | 19 | 23 | -4  | Asciende a Segunda |
| 6 | Trujillanos FC B       | 5   | 10 | 1 | 2 | 7 | 9  | 23 | -14 |                    |

Leyenda: PTS (Puntos), J (Juegos), G (Ganados), E (Empatados), P (Perdidos), GF (Goles a Favor), GC (Goles en Contra), DG (Diferencia de Goles).

### Grupo Centro Oriental
|   | Equipo                             | PTS | J  | G | E | P | GF | GC | DG  |                    |
| - | ---------------------------------- | --- | -- | - | - | - | -- | -- | --- | ------------------ |
| 1 | Colegio Iberoamericano Fútbol Club | 18  | 10 | 5 | 3 | 2 | 18 | 11 | +7  | Asciende a Segunda |
| 2 | Estrella Roja FC                   | 16  | 10 | 4 | 4 | 2 | 17 | 14 | +3  | Asciende a Segunda |
| 3 | San Tome FC                        | 15  | 10 | 4 | 3 | 3 | 11 | 9  | +2  | Asciende a Segunda |
| 4 | Deportivo Gulima                   | 12  | 10 | 3 | 4 | 3 | 12 | 11 | +1  |                    |
| 5 | Hermandad Gallega FC               | 11  | 10 | 2 | 5 | 3 | 7  | 8  | -1  |                    |
| 6 | UCV FC                             | 6   | 10 | 1 | 3 | 6 | 8  | 20 | -12 |                    |

### Final
| 22 de abril de 2006 | Zulia FC          | 1-1 (0-0) | Colegio Iberoamericano FC | Estadio "Pachencho" Romero, Maracaibo |                          |
|                     | Jean Cásseres 88' |           | Julio Osorio 48'          | Árbitro(s): Ivan Polanco              | Árbitro(s): Ivan Polanco |

| 30 de abril de 2006                                                    | Colegio Iberoamericano FC | 1-2 (1-1) | Zulia FC                          | Estadio Polideportivo El Gallo, Ciudad Guayana |  |
|                                                                        | Leonard Zapata 14'        |           | Gustavo Rojas 28' José Barros 63' |                                                |  |
| Zulia FC consigue su 1er título de la Segunda División B de Venezuela. |                           |           |                                   |                                                |  |

Zulia FC

Campeón

### Goleador
| Jugador | Jugador             | Jugador        | Goles | Equipo               |
| ------- | ------------------- | -------------- | ----- | -------------------- |
| 1       | Bandera de Colombia | Andrés Buelvas | 9     | Atlético El Vigía FC |